# Aragua FC
Aragua Fútbol Club ist ein venezolanischer Fußballverein aus Maracay. Der Verein wurde 2002 gegründet und trägt seine Heimspiele im Estadio Olímpico Hermanos Ghersi Páez aus, das Platz bietet für 14.000 Zuschauer.

## Geschichte

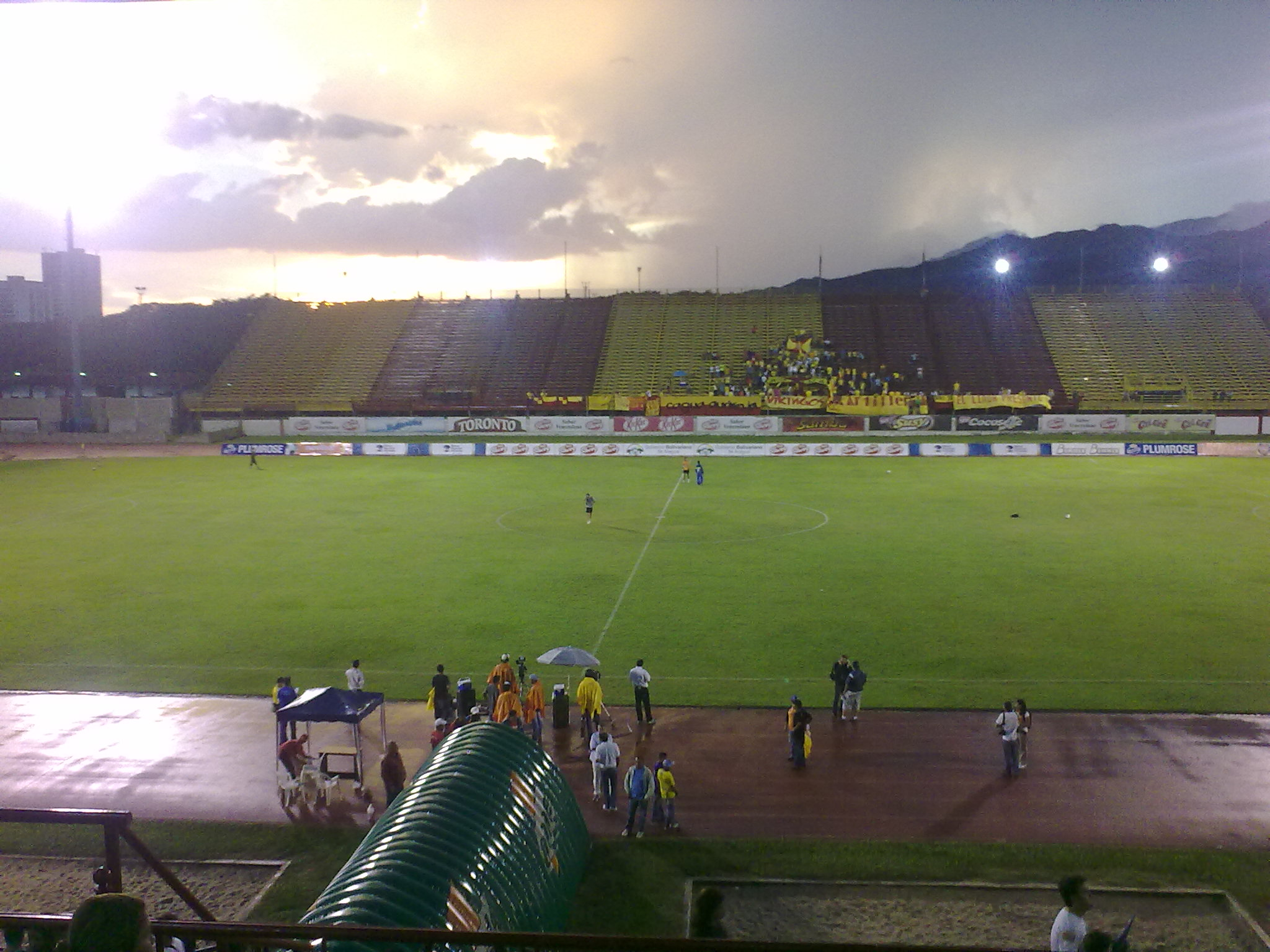
Das Stadion des Vereins

Aragua FC wurde am 20. August 2002 gegründet und vom venezolanischen Fußballverband in die Segunda División, die zweite venezolanische Fußballliga, eingestuft. Nach zwei Spielzeiten in der zweithöchsten Liga gelang dem Verein in der Saison 2004/05 der erstmalige Aufstieg in die Primera División, aus der man bis heute nicht wieder abgestiegen ist. 
Den bisher größten Erfolg der Vereinsgeschichte feierte Aragua FC in der Saison 2007, als man die Copa Venezuela, den nationalen Pokalwettbewerb, gewinnen konnte. Im Endspiel wurde Unión Atlético Maracaibo unter Anwendung der Auswärtstorregel bezwungen, nachdem das Hinspiel in Maracay 0:0 ausgegangen war und Aragua FC im Rückspiel ein 2:2 erreichte. Durch den Pokalsieg war Aragua FC für die Copa Sudamericana 2008 qualifiziert. In der zweiten Runde, für die man automatisch qualifiziert war, scheiterte man am mexikanischen Vertreter Deportivo Guadalajara, der im weiteren Turnierverlauf das Halbfinale erreichte und erst dort am späteren Sieger SC Internacional aus Porto Alegre scheiterte.

## Erfolge
- Copa Venezuela: 1× (2007)

## Trainerhistorie
- Ángel Cavalleri
- Februar 2013 bis September 2013: Carlos Maldonado[1]
- seit Juni 2015: Juvencio Betancourt[2]